# Anna von Montenegro

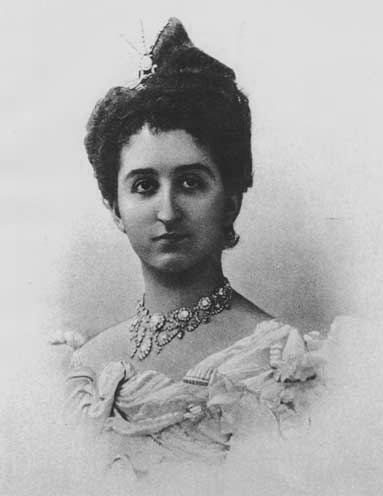
Anna von Montenegro

Anna Petrović-Njegoš, Prinzessin von Montenegro (* 18. August 1874 in Cetinje, Montenegro; † 22. April 1971 in Montreux, Schweiz) war ein Mitglied des Hauses Petrović-Njegoš.

## Familie und frühes Leben
Prinzessin Anna war das siebte Kind und die sechste Tochter des späteren Königs Nikola I. von Montenegro und dessen Frau Milena Vukotić. Annas Schwestern wurden vor allem dadurch bekannt, dass sie in königliche Familien heirateten, was ihrem Vater, ähnlich wie seinem Zeitgenossen Christian IX von Dänemark, den Beinamen „Schwiegervater von Europa“ einbrachte. Eine Quelle erklärt, dass diese vorteilhaften Ehen mehr für Montenegro getan hätten, als alle tapferen Taten von Kriegern dieser Nation, wie beispielsweise die Ehen der Prinzessinnen Militza, Anastasia, Elena, Zorka mit Mitgliedern der kaiserlichen Familie von Russland, der königlichen Familie von Italien und der königlichen Familie von Serbien. Wie alle ihre Schwestern wurde auch Anna in Russland auf Kosten der russischen kaiserlichen Familie erzogen, und auch sie erhielt, wie ihre Schwestern, für ihre Ehe eine Mitgift vom russischen Zaren.

## Heirat

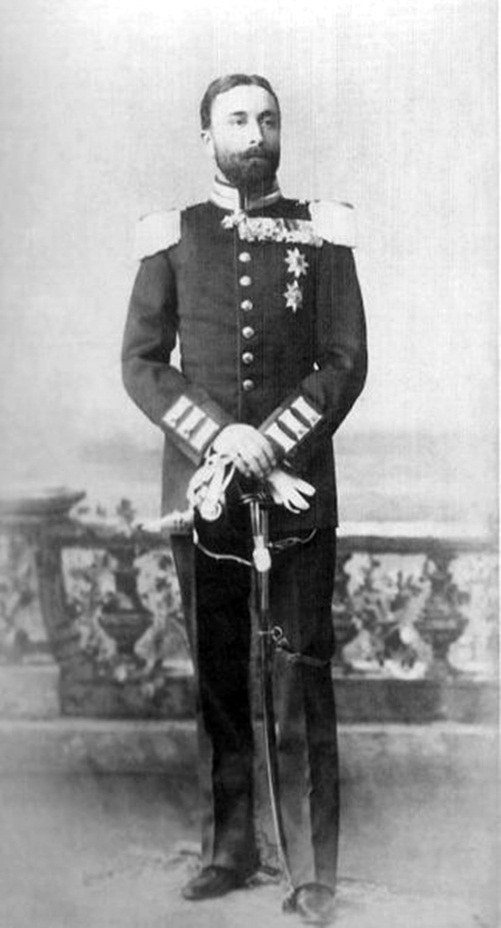
Prinz Franz Joseph von Battenberg, um 1900

Anna lernte Prinz Franz Joseph von Battenberg in Cimiez (Frankreich) kennen, wo der Prinz bei Queen Victoria zu Gast war und Anna bei ihrer Schwester Militza und deren Mann, Großherzog Peter Nikolajewitsch Romanow. Franz Joseph von Battenberg war der Sohn des Prinzen Alexander von Hessen-Darmstadt (1823–1888) und der Gräfin Julia Hauke (1825–1895). Da ihre Ehe als morganatisch galt, wurde Julia Hauke durch ihre Heirat nicht Mitglied des Hauses Hessen, sondern erhielt von ihrem Schwager, Großherzog Ludwig III. von Hessen und bei Rhein, den seit 1310 verwaisten Titel einer Gräfin von Battenberg. Da dies auch für ihre Kinder galt, die ebenfalls nicht auf die großherzoglich hessische Thronfolge erbberechtigt waren, entstand damit das Haus Battenberg. Die Familie hatte enge Verbindungen mit dem Vereinigten Königreich, da Heinrich von Battenberg mit Prinzessin Beatrice von Großbritannien und Irland – Victorias jüngster Tochter – verheiratet war.
Anna und Franz heirateten am 18. Mai 1897 in Anwesenheit ihrer gesamten Familie in Montenegro; es fand eine Trauung sowohl in orthodoxem, als auch in protestantischem Ritus statt.
Franz war Oberst in der bulgarischen Kavallerie, wo sein älterer Bruder Alexander von 1879 bis 1886 souveräner Fürst von Bulgarien war. Franz war sehr beliebt, nicht nur bei Queen Victoria, sondern auch bei Zar Nikolaus II. von Russland und Zarin Alexandra Fjodorowna; Nikolaus soll Anna eine Million Rubel als Mitgift gegeben haben. Diese russische Verbindung beruhte teilweise auf den Ehen von Annas Schwestern Milica mit Großherzog Peter Nikolajewitsch und Anastasia mit Georg Maximilianovich, 6. Herzog von Leuchtenberg.

## Späteres Leben
Die Ehe galt als glücklich, blieb aber kinderlos. Vor dem Ersten Weltkrieg verbrachten Anna und ihr Mann einen Großteil ihrer Zeit in Darmstadt, aber als der Krieg begann, empfahl ihnen Franz’ Großcousin, Großherzog Ernst Ludwig von Hessen-Darmstadt, Deutschland zu verlassen. Das Paar emigrierte in die Schweiz. Franz verfolgte dort seine akademischen Studien weiter. Das Paar war zwar nie reich gewesen, aber nun war seine finanzielle Situation schlimmer als je zuvor; im August 1916 wurde Franz als „furchtbar schlecht aussehend“ beschrieben. Während ihres ganzen Lebens schrieb und veröffentlichte Anna anonym eine große Anzahl von musikalischen Kompositionen, die ein gewisses Maß an kommerziellem Erfolg erlangten. Die Tantiemen von diesen Kompositionen waren eine dringend benötigte Einnahmequelle für das Paar.
Franz starb am 31. Juli 1924 in Territet (in der Nähe von Montreux, Schweiz). Obwohl sie ihn nie kennengelernt hatte, hatte ihn seine Nichte Lady Edwina Mountbatten finanziell unterstützt; nach seinem Tod sandte sie seiner Witwe Anna Geld bis zu Edwinas eigenem Tod im Jahr 1960.
Als König Georg V. im Juli 1917 für sich und seine Familie auf alle deutschen Titel verzichtete und seine Verwandten dazu aufrief es ihm gleichzutun, legten auch die britischen Battenberger ihre hessischen Titel und Würden ab. Alle außer Anna und Franz nahmen den Familiennamen Mountbatten an. Anna trug bis zu ihrem Tod den Namen Battenberg, im Gegensatz zu allen anderen im Königshaus.
Anna starb am 22. April 1971 in Montreux, Schweiz.